# Elaine Stritch
Elaine Stritch (Detroit, Michigan, 2 de febrer de 1925 - Birmingham, Michigan, 17 de juliol de 2014) va ser una actriu estatunidenca, coneguda pel seu treball a Broadway i més tard a la televisió. Va fer el seu debut professional a l'escenari el 1944 i va aparèixer en nombroses obres teatrals, musicals, llargmetratges i sèries de televisió. Stritch va ser inclosa al Saló de la Fama del Teatre Americà el 1995.
Stritch va debutar a Broadway a la comèdia Loco de 1946 i va rebre quatre nominacions als premis Tony: per l' obra de teatre de William Inge Bus Stop (1956); el musical de Noël Coward Sail Away (1962); el musical Stephen Sondheim Company (1970), que va incloure la seva interpretació de la cançó The Ladies Who Lunch; i per a la reestrena de l'obra d'Edward Albee A Delicate Balance (1996). El seu espectacle d'una dona Elaine Stritch at Liberty va guanyar el premi Tony 2002 al millor esdeveniment teatral especial.
Stritch es va traslladar a Londres en la dècada de 1970 i va protagonitzar diverses produccions del West End, com ara Small Craft Warnings (1973), de Tennessee Williams, i The Gingerbread Lady (1974), de Neil Simon. També va protagonitzar, amb Donald Sinden, la comèdia de la ITV Two's Company (1975–79), que li va valer una nominació al premi BAFTA TV de 1979. Va guanyar un premi Emmy el 1993 pel seu paper de convidada a Law & Order i un altre pel documental de televisió del 2004 del seu programa d'una dona Elaine Stritch at Liberty. Del 2007 al 2012, va tenir un paper recurrent com Colleen Donaghy a la comèdia de situació de la NBC 30 Rock, un paper pel qual va guanyar un tercer Emmy el 2007.

## Biografia
Nascuda el 2 de febrer de 1925 a Detroit (Michigan), Elaine Stritch era la filla petita de Mildred (nascuda Jobe), mestressa de casa, i de George Joseph Stritch, executiu de B.F. Goodrich. Tenia dues germanes grans, Georgene i Sally. La seva família catòlica era benestant. El seu pare era d'ascendència irlandesa, mentre que la seva mare tenia ascendència gal·lesa. El cardenal Samuel Stritch, arquebisbe de Chicago de 1940 a 1958, era cosí seu. Es va formar al Dramatic Workshop de The New School for Social Research a la ciutat de Nova York amb Erwin Piscator, al costat de Marlon Brando, Bea Arthur i Harry Belafonte.

### Carrera
Stritch va debutar a l'escenari el 1944. El seu debut a Broadway va ser a Loco el 1946, dirigida per Jed Harris, seguit poc després de Made in Heaven (com a substituta) i després a Angel in the Wings (1947), una revista en la qual va interpretar esquetxos de comèdia i la cançó Civilization.
Stritch va fer de suplent d'Ethel Merman per Call Me Madam, i, al mateix temps, va aparèixer en el revival de 1952 de Pal Joey, cantant Zip. Va protagonitzar més tard la gira estatal de Call Me Madam, i va aparèixer en un paper secundari a la producció original de Broadway de l'obra de teatre Bus Stop, de William Inge. El 1958 va interpretar el paper principal de Maggie Harris al musical Goldilocks (Rínxols d'Or).
El 1961, a Brodway, va protagonitzar Sail Away, de Noël Coward. Stritch va començar a l'espectacle amb un «paper relativament menor i només va ser promocionat per sobre del títol i va rebre pràcticament totes les millors cançons quan es va calcular que la protagonista […] tot i que excel·lent, era massa operística per a una comèdia musical». Durant les proves fora de la ciutat, a Boston, Coward estava «insegur del talent dramàtic» d'un dels protagonistes, el cantant d'òpera Jean Fenn.
| « | Al cap i a la fi, estaven compromesos per les seves veus i... és una bogeria esperar que dos cantants interpretin subtils escenes d'amor de 'Noël Coward' amb els valors adequats i cantin alhora. | » |

Joe Layton va suggerir: «Què passaria si... acabéssim d'eliminar el paper [de Fenn] i ho donéssim tot a Stritch? L'espectacle estava molt passat de moda, i el que funcionava era Elaine Stritch. Cada vegada que pujava a l'escenari [ella ] causava sensació». La renovada Sail Away es va estrenar a Broadway al Broadhurst Theatre el 3 d'octubre de 1961, amb Stritch donant el que Howard Taubman de The New York Times va dir que «ha de ser l'actuació de la seva carrera».
El 1966, va interpretar a Ruth Sherwood al musical Wonderful Town al New York's City Center, i va aparèixer en una reposició de Private Lives a l'Off Broadway el 1968.

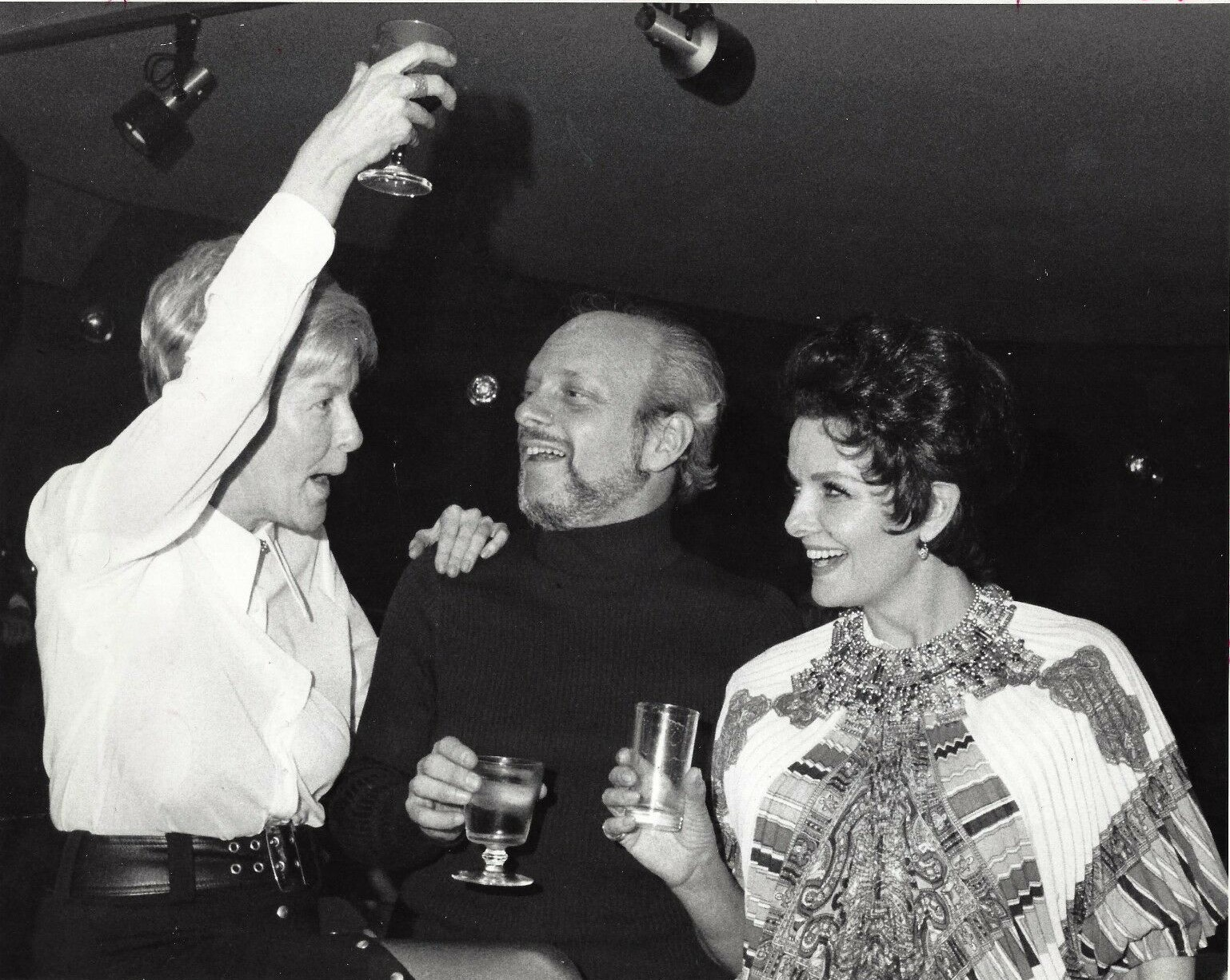
Stritch (esquerra) a l'escenari de Company

Va ser l'intèrpret original en el paper de Joanne al musical de Stephen Sondheim Company (1970) a Broadway. Després de més d'una dècada d'èxits en espectacles a Nova York, Stritch es va traslladar el 1972 a Londres, on va protagonitzar la producció del West End de Company. De gira i en estoc, Stritch va aparèixer en musicals com as No, No, Nanette,  The King and I, I Married an Angel, i a Mame com a Vera Charles (davant de Janet Blair) i Mame Dennis.

#### Televisió
Les primeres aparicions televisives de Strich van ser a The Growing Paynes (1949) i Goodyear Television Playhouse (1953–55). També va aparèixer en episodis de The Ed Sullivan Show el 1954. Va ser la primera i original Trixie Norton en un esquetx de Honeymooners amb Jackie Gleason, Art Carney i Pert Kelton. El personatge era originalment una ballarina de burlesc, però el paper es va reescriure i reformular després d'un episodi amb Joyce Randolph interpretant el personatge com a mestressa de casa.
Els altres crèdits televisius de Stritch incloïen una sèrie de programes dramàtics en les dècades de 1950 i 1960, entre els quals Studio One. A la temporada de televisió de 1960, Stritch va aparèixer en el paper de l'escriptora Ruth Sherwood a la comèdia de situació de la CBS My Sister Eileen, al costat de Shirley Bonne com la seva germana petita, Eileen Sherwood, una aspirant a actriu. Les germanes, natives d' Ohio, viuen en un apartament de pedra marró a Greenwich Village. La sèrie, d'una temporada, es va emetre al costat de Hawaiian Eye a l'ABC i de Perry Como's Kraft Music Hall a la NBC.
El 1975, Stritch va protagonitzar la sèrie de comèdia britànica de la London Weekend Television (LWT) Two's Company al costat de Donald Sinden. Va interpretar a Dorothy McNab, una escriptora nord-americana que vivia a Londres i era coneguda per les seves novel·les de misteri sensacionalistes. Sinden interpretava a Robert, el seu majordom anglès, que desaprovava pràcticament tot el que feia Dorothy i la sèrie derivava la seva comèdia de l'inevitable xoc cultural entre l'actitud britànica de superioritat de Robert i la visió de la vida despreocupadad e Dorothy, pròpia de Nova York. Two's Company va ser excepcionalment ben rebuda a Gran Bretanya i va funcionar durant quatre temporades fins al 1979. El 1979, Stritch i Sinden van ser nominats per a un Premi BAFTA de televisió per Two's Company, en la categoria «Millor actuació d'espectacle lleuger», que va ser concedit a Ronnie Barker.
El 1980, Stritch va protagonitzar una altra sèrie per a la LWT, Nobody's Perfect (la versió britànica de Maude, que no s'ha de confondre amb la sèrie americana del mateix nom de 1980, que es va emetre al Regne Unit com a Hart of the Yard) interpretant a Bill Hooper al costat de Richard Griffiths com el seu marit Sam. Insatisfeta amb els guions que considerava massa «anglesos», la mateixa Stritch va adaptar els guions americans originals per a tots els catorze episodis menys un, del qual es va ocupar Griffiths.

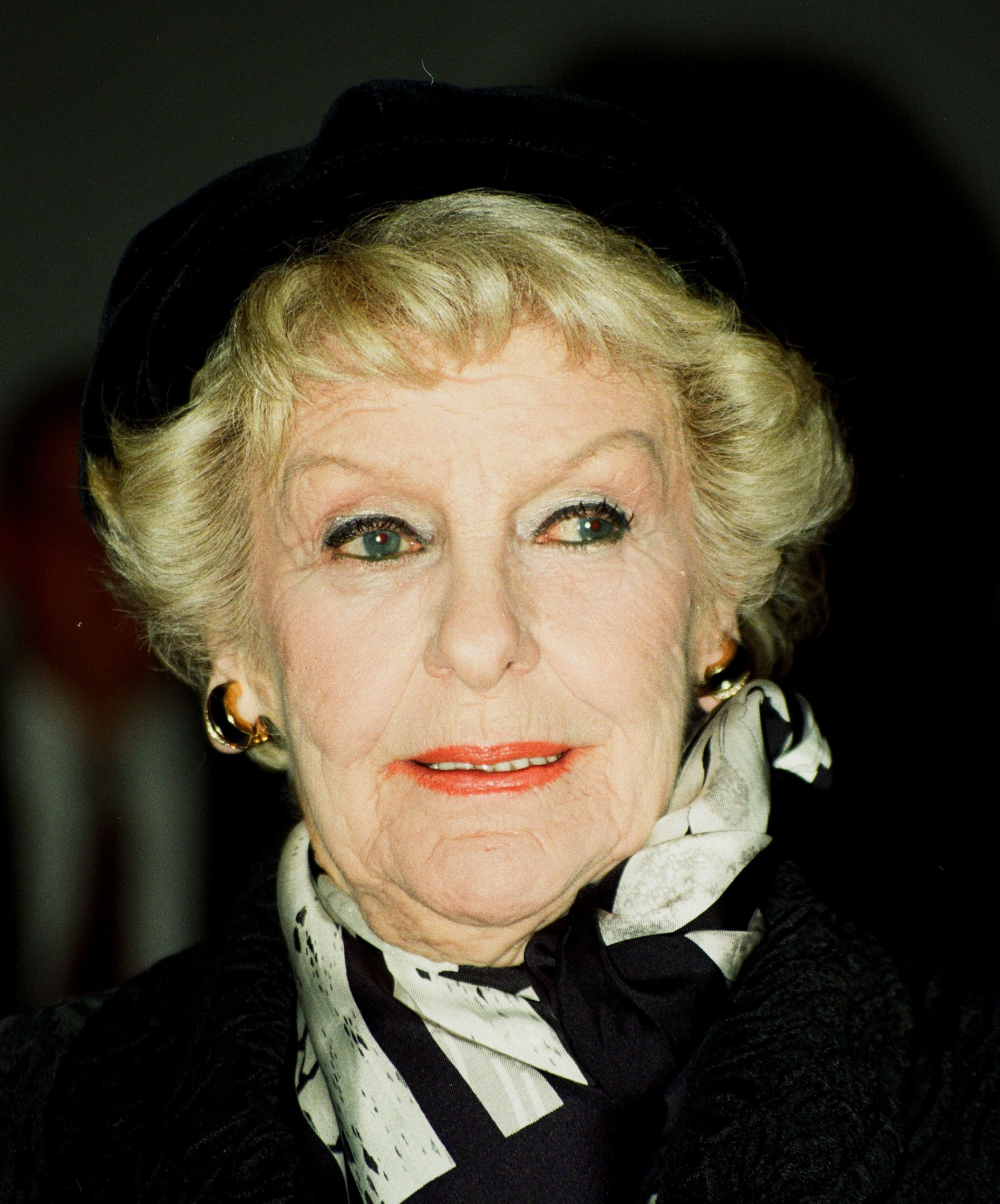
Stritch el 1996

Strich va fer altres aparicions a la televisió britànica com ara a Tales of the Unexpected de Roald Dahl. Tot i que hi va aparèixer diverses vegades en diferents papers, potser la seva aparició més memorable sigui la de la història «William and Mary», en què interpretava a l'esposa d'un home que ha enganyat la mort conservant el seu cervell. Va aparèixer a la sèrie infantil de la BBC 1, , Jackanory, on va llegir, entre altres contes, Charlie i la fàbrica de xocolata de Roald Dahl.
Després de tornar als Estats Units, va aparèixer a The Edge of Night com a l'amargada mainadera, la senyora DeGroot, després va ser seleccionada com a habitual a l'efímera The Ellen Burstyn Show el 1986. Va aparèixer com la severa mestra d'escola Mrs McGee en tres episodis de The Cosby Show (1989–90). Va tenir un paper recurrent a Law & Order (1992, 1997) com a Lanie Stieglitz. Altres papers són Judge Grace Lema a Oz (1998), i Martha Albright (mare del personatge de Jane Curtin) en dos episodis de 3rd Rock From the Sun (1997, 2001), al costat del seu company de Broadway George Grizzard, que va interpretar George Albright. El 26 d'abril de 2007 va començar a aparèixer com a convidada a la comèdia de situació 30 Rock de la NBC com Colleen, com a la temible mare del personatge principal d'Alec Baldwin, Jack Donaghy.
Es va dir que s'havia pensat en Stritch per al paper de Dorothy Zbornak a The Golden Girls, però, tal com va relatar al seu programa Elaine Stritch at Liberty, va «rebutjar la seva audició». El paper va ser finalment interpretat per Beatrice Arthur. Va participar en One Life to Live (1993), substituint la llegenda de l'escenari Eileen Heckart com a Wilma Bern. El 1996, va aparèixer en un episodi de Late Show with David Letterman com una dona que creu que el seu hoste David Letterman és el seu assistent.

#### Cinema
Stritch va aparèixer en més pel·lícules en els seus darrers anys que en la primera part de la seva carrera. En una entrevista de 1988, es va assenyalar que «fer pel·lícules és un repte per a Stritch, ja que es considera una novella». Ella va dir: «Estic fascinada amb això. I vull fer-ne més.» Li van preguntar per què va esperar tant per fer pel·lícules, ja que sembla que li agrada molt. "Fes una pel·lícula durant, com ara, tres mesos i després estàs acabat. Fes un paper en una obra de teatre i és com entrar a una sala plena de públic durant un any.»
Al començament de la seva carrera, va aparèixer a Three Violent People (1956) protagonitzada per Charlton Heston, com l'amiga propietari de l'hotel d'Anne Baxter, i després va protagonitzar al costat de Rock Hudson i Jennifer Jones el remake de David O. Selznick de A Farewell to Arms (1957) com a infermera d'Hudson. Va protagonitzar The Perfect Furlough, al costat de Tony Curtis i Janet Leigh. Va tenir un paper cridaner com a propietària lesbiana d'un bar a la pel·lícula de culte Who Killed Teddy Bear? (1965), protagonitzada per Sal Mineo. Va interpretar una infermera "dura com les ungles" al remake de The Spiral Staircase (1975) i va ser elogiada per la seva actuació a Providence.
Quan va tornar als Estats Units a mitjans de la dècada de 1980 des de Londres, Woody Allen la va triar com l'antiga mare estrella de cinema al seu drama September (1987). La revista People va qualificar la seva actuació d'"aclamada" i va escriure: "Tot i que la pel·lícula ha rebut crítiques diverses, la presència rugent de Stritch, com Godzilla en un ascensor aturat, no es pot ignorar". Allen més tard la va tornar a reclamar per a la seva comèdia Small Time Crooks (2000) en la qual interpretava a una "snob socialite". Rex Reed va escriure sobre la seva actuació: "Elaine Stritch encara pot aturar-te amb una línia sense sentit i sense sentit (que és tot el que aconsegueix aquí)."
Es va unir al conjunt de Cocoon: The Return (1988) com a gerent d'apartaments que ajuda el vidu Jack Gilford a superar la mort de la seva dona. Entre els seus coprotagonistes hi havia l'antic coprotagonista de Goldilocks Don Ameche i Gwen Verdon. aparèixer a Out to Sea (1997) com la mare sàvia de Dyan Cannon i "va ballar una tempesta" amb els altres personatges. Va interpretar a l'àvia amorosa de Winona Ryder a la pel·lícula Autumn in New York (2000).
Stritch va tenir un rar paper coprotagonista a la comèdia Screwed (2000), interpretant a Miss Crock, que es converteix en la víctima prevista d'un segrest per part del seu majordom descontent (Norm Macdonald). Va aparèixer a la comèdia Monster-in-Law (2005) protagonitzada per Jennifer Lopez i Jane Fonda, interpretant a la sogra de Fonda.

#### BBC Radio
El 1982, Stritch va aparèixer en una edició de la llarga sèrie de comèdia de la BBC Radio Just a Minute al costat de Kenneth Williams, Clement Freud i Barry Cryer. L'espectacle va ser descrit pel president de molt temps Nicholas Parsons com un dels més memorables a causa de la forma en què Stritch va estirar les regles de l'espectacle. Va descriure Kenneth Williams com a capaç de convertir "una paraula en una obra de tres actes".

#### Treballs d'etapa posterior
Després que el seu marit, John Bay, morís d'un càncer de cervell el 1982, Stritch va tornar als Estats Units, i després d'una altra pausa en la seva carrera i lluita contra l'alcoholisme, Stritch va començar a actuar de nou. Va aparèixer en un concert d'una nit de Company el 1993 i com a Parthy en un revival a Broadway del musical Show Boat el 1994.
El 1996 va interpretar a Claire en un renaixement d'A Delicate Balance, d'Edward Albee, amb Variety afirmant : "Igualment meravellós és Stritch, amb un paper més carnós que la seva recent incursió com a Parthy a Show Boat ". Veure-la sucumbir a les grans quantitats d'alcohol que ingereix la Claire, plegant i tornant a plegar les cames, relliscar-se -no, supurant- a terra, amb la cara arrugant-se com una bossa de paper, és presenciar un tipus d'experiència diferent però igualment guanyadora. És una classe magistral allà dalt".

#### Elaine Stritch at Liberty
El seu espectacle d'una dona en solitari, Elaine Stritch at Liberty, un resum de la seva vida i carrera, es va estrenar al New York's Public Theater, del 7 de novembre al 30 de desembre de 2001. Després es va presentar a Broadway al Neil Simon Theatre des del 21 de febrer al 27 de maig de 2002, i després, també l'any 2002, a l'Old Vic Theatre de Londres.
Newsweek va assenyalar:
| « | Ara veiem com At Liberty , l'increïble espectacle d'una dona que Stritch es trasllada a Broadway des del Public Theatre aquesta setmana, va adquirir el crèdit, "Construït per John Lahr . Reconstruït per Elaine Stritch" . "La reconstrucció vol dir que vaig tenir l'última paraula", diu. "Maldita raó ho vaig fer." ... Per si no us n'heu adonat, Stritch no és el tipus de dona que s'endinsa en l'autoindulgència que contamina la majoria dels espectacles unipersonals. De fet, At Liberty és una classe per si mateixa, una gira de força mordaç, hilarant i fins i tot commovedora per la carrera i la vida de Stritch. Gairebé tots els racons de "At Liberty" tenen una sorpresa. Resulta que va sortir amb Marlon Brando, Gig Young i Ben Gazzara, tot i que va deixar en Ben quan Rock Hudson va mostrar interès per ella. "I tots sabem quina decisió tan desagradable va resultar", diu. I després hi havia els espectacles. Recentment, una escriptora britànica va anomenar Stritch "l'última dama de Broadway" , i quan la veieu interpretant els seus números de signatura de Company i Pal Joey i l'escolteu explicar històries de treballar amb Merman, Coward, Gloria Swanson i la resta, és difícil discutir. Sobretot perquè ho fa tot vestida amb una camisa blanca llarga i unes malles negres ajustades. És alhora una metàfora del seu musical que revela l'ànima i un gest de vestimenta per besar-me la part posterior per a qualsevol que pensi que ja no queda vida a la diva de 76 anys. "Algú em va dir l'altre dia:" Això és l'últim que faràs?", diu Stritch. "En els teus somnis! No puc esperar per tornar a posar-me un vestit d'Yves Saint Laurent que no és el meu, però [això] serà quan acabi l'espectacle. | » |

#### A Little Night Music
Stritch va aparèixer a al reestrena de Broadway del musical de Sondheim-Wheeler A Little Night Music del juliol del 2010 al gener del 2011, succeint a Angela Lansbury en el paper de Madame Armfeldt, la mare que recorda la seva vida com a cortesana a la cançó "Liaisons". El crític d'AP del musical (amb els dos nous protagonistes) va escriure: "Devots of Stritch, que es va guanyar les seves línies de Sondheim cantant, de manera memorable, 'The Ladies Who Lunch' a Company fa 40 anys, es delectarà amb com l'actriu, que va guanyar una gran ovació abans de la seva primera línia en una vista prèvia recent, porta el seu famós estil salat i àcid al paper de Madame Armfeldt."
El crític de teatre de The Toronto Star va escriure:
| « | La Stritch li ofereix una brillantor sofisticada, ja patentada, una dona que parla senzillament que revela totes les veritats domèstiques que tothom ha volgut (o no) escoltar sobre si mateix. Quan Stritch fa la seva gran peça, 'Liaisons', sobre tots els assumptes de la seva vida, no es tracta només d'un enginyós catàleg d'indiscrecions, sinó d'un avançament ràpid a través d'una vida plena d'amor, pèrdua, alegria i penediment. | » |

#### Cabaret
Stritch va fer un número de cabaret a la ciutat de Nova York al Cafe Carlyle del Carlyle Hotel, on va residir des del 2005 fins que va marxar de Nova York el 2013. El seu primer espectacle al Carlyle es va titular "At Home at the Carlyle". El crític del New York Times va escriure:
| « | Sorprenentment, cap de les 16 cançons que interpreta mai ha estat al seu repertori i, de manera tan sorprenent, no et perds números de signatura... [L]a deixar-los anar li ha permès aventurar-se en un territori emocional més sensible. Interpretant les versions de Rodgers i Hart de "He Was Too Good to Me", "Fifty Percent" del musical Ballroom , i "That's Him" de Kurt Weill i Ogden Nash , s'adopta com a un cantant de balades dramàtiques. | » |

Entre números musicals, Stritch va explicar històries del món de l'escenari i la pantalla, històries de la seva vida quotidiana i visió personal de les seves tragèdies i triomfs privats. Va actuar al Cafe Carlyle a principis de 2010 i a la tardor de 2011 a At Home at the Carlyle: Elaine Stritch Singin' Sondheim...One Song at a Time.

### Vida personal
Strich va estar casat amb l'actor John Bay des del 1973 fins a la seva mort el 1982. Va formar part de la família propietària de l'empresa Bay's English Muffins, i Stritch va enviar magdalenes angleses com a regals als amics. John Kenley va dir : "Cada Nadal, encara m'envia magdalenes angleses". Quan estava establerta a Londres, Stritch i el seu marit vivien al Savoy Hotel.
Era bona amiga de la columnista de xafarderies Liz Smith, amb qui compartia aniversari (2 de febrer).
El març de 2013, Stritch va anunciar que marxaria de Nova York i es traslladaria a Birmingham, Michigan , a prop d'on va créixer.
Stritch va ser sincera sobre el seu alcoholisme. Va prendre la seva primera copa als 14 anys i va començar a utilitzar-la com a crossa abans de les actuacions per vèncer la seva por escènica i les inseguretats. El seu consum d'alcohol va empitjorar després de la mort de Bay, i va buscar ajuda després d'experimentar problemes amb els efectes de l'alcoholisme, inclosa l'aparició de la diabetis. A Elaine Stritch at Liberty parlava extensament del tema.

### Mort
Stritch va morir mentre dormia als 89 anys a la seva casa de Birmingham, Michigan , el 17 de juliol de 2014. Patia diabetis i càncer d'estómac. En el moment de la seva mort, només tres mesos després d'haver-se operat per la malaltia, el càncer no es va citar com a causa immediata de la seva mort.
Està enterrada al cementiri Memorial Park a Skokie, Illinois .

## Crèdits professionals

### Teatre
Fonts: FilmReference.com; Internet Broadway Database; TCM
- Bobino (1944) (The New School)[65]
- The Private Life of the Master Race (1945) (City College of New York)
- Woman Bites Dog (1946) (Philadelphia)[66]
- What Every Woman Knows (1946) (Westport Country Playhouse)
- Loco (1946) (Broadway)
- Made in Heaven (1947) (Broadway) (replacement for Jane Middleton)[67]
- Angel in the Wings (1947) (Broadway)[67]
- The Shape of Things (1947) (East Hampton, New York)
- The Little Foxes (1947) (Off-Broadway)
- Three Indelicate Ladies (1947) (New Haven, Connecticut)
- Texas Li'l Darling (1949) (Westport Country Playhouse)
- Yes, M'Lord (1949) (Broadway)
- Call Me Madam (1950) (Broadway standby for Ethel Merman i as the leading lady on the US National Tour)
- Anything Goes (1950) (Lambertville, New Jersey)
- Pal Joey (1952) (Broadway)
- Once Married, Twice Shy (1953) (Westport Country Playhouse)
- Panama Hattie (1954) (Louisville, Kentucky)
- Call Me Madam (1954) (The Muny)[68]
- On Your Toes (1954) (Broadway)
- Bus Stop (1955) (Broadway)
- The Sin of Pat Muldoon (1957) (Broadway)
- Goldilocks (1958) (Broadway)
- Sail Away (1961) (Broadway i London)
- The Time of the Barracudas (1963) (closed on the road)
- Who's Afraid of Virginia Woolf? (1963) (Broadway) (replacement for Uta Hagen)
- I Married an Angel (1964) (US regional tour)
- Who's Afraid of Virginia Woolf? (1965) (US national tour)
- The King and I (1965) (US regional tour)
- The Grass Harp (1966) (Providence, Rhode Island)[69]
- Wonderful Town (1967) (New York City Center)
- Any Wednesday (1967) (US national tour)
- Private Lives (1968) (Off-Broadway)
- Mame (1968) (US national tour)
- Mame (1969) (US regional tour)
- Company (1970) (Broadway, US national tour i London)
- Small Craft Warnings (1973) (London)
- The Gingerbread Lady (1974) (London)[70]
- Suite in Two Keys (1982) (Paper Mill Playhouse)
- Dancing in the End Zone (1984) (Coconut Grove, Florida)[71]
- Follies In Concert (1985) (Lincoln Center)[72]
- Happy Birthday, Mr. Abbott! or Night of 100 Years (1987) (Broadway) (benefit concert)[73]
- Broadway at the Bowl (1988) (Hollywood Bowl)
- Love Letters (1990) (Broadway) (replacement for Kate Nelligan)
- The Rodgers & Hart Revue (1991) (New York City)[74]
- Cakewalk by Peter Feibleman (1993) (American Repertory Theater)[75]
- Company (1993) (Terrace Theater i Vivian Beaumont Theater)
- Show Boat (1993) (Toronto i Broadway)
- A Delicate Balance (1996) (Broadway)
- Angela Lansbury – A Celebration (1996) (Broadway) (benefit concert)
- Sail Away (1999) In Concert (Carnegie Hall)[76]
- Elaine Stritch at Liberty (2002) (Broadway, London, US national tour, i UK tour)
- Endgame (2008) (Brooklyn Academy of Music) as "Nell"[77]
- The Full Monty (2009) (Paper Mill Playhouse)[78]
- A Little Night Music (2010) (Broadway) (replacement for Angela Lansbury)[79]

### Cinema
- The Scarlet Hour (1956) - Phyllis Rycker
- Three Violent People (1956) - Ruby LaSalle
- A Farewell to Arms (1957) - Helen Ferguson
- The Perfect Furlough (1958) - Liz Baker
- Kiss Her Goodbye (1959) - Marge Carson
- Who Killed Teddy Bear (1965) - Marian Freeman
- Too Many Thieves (1966) - Miss G
- The Sidelong Glances of a Pigeon Kicker (1970) - Tough Lady
- Original Cast Album: Company (1970, Documentary) - Herself (Joanne)
- Pollyanna (1973, TV Mini-Series, BBC) - Aunt Polly
- The Spiral Staircase (1975) - Nurse Baker
- Providence (1977) - Helen Wiener
- September (1987) - Diane
- Cocoon: The Return (1988) - Ruby Feinberg
- Sparks: The Price of Passion (1990) - Marti Sparks
- Cadillac Man (1990) - Widow
- Out to Sea (1997) - Mavis LaBreche
- Krippendorf's Tribe (1998) - Irene Hargrove
- Screwed (2000) - Virginia Crock
- Small Time Crooks (2000) - Chi Chi Potter
- Autumn in New York (2000) - Dolores "Dolly" Talbot
- Broadway: The Golden Age, by the Legends Who Were There (2003, Documentary) - Herself
- Elaine Stritch at Liberty (2004, Documentary) - Herself
- The Needs of Kim Stanley (2005, Documentary) - Herself
- Monster-in-Law (2005) - Gertrude Fields
- Romance & Cigarettes (2005) - Grace Murder
- ParaNorman (2012) - Grandma Babcock (voice)
- Elaine Stritch: Shoot Me (2013, Documentary) - Herself
- River of Fundament (2014) - Eulogist
- Randy Cunningham: 9th Grade Ninja (2014) - Ruth (voice)
- Broadway: Beyond the Golden Age (2018, Documentary) - Herself

### Televisió
- Wagon Train, S3 E22, "The Tracy Sadler Story" (9 March 1960) - Tracy Sadler
- Two's Company (1975 - 1979) - Dorothy McNab
- Tales of the Unexpected, S2 E8, "My Lady Love, My Dove" (19 April 1980) - Pamela Beauchamp
- Christmas Spirits (1981) - Julia Myerson
- The Cosby Show (1989 - 1990) - Mrs. McGee
- Law & Order (1992 - 1997) - Defense Attorney Lanie Stieglitz
- Bless This House, S1 E13, "Misery on 34th Street" (20 de desembre de 1995) - Sheila
- 3rd Rock from the Sun (1997 - 2001) - Martha Albright
- Soul Man (1997 - 1998) - Mrs. Foster
- Oz, S2 E4, "Losing Your Appeal" (3 d'agost de 1998) - Judge Grace Lema
- EGG, the Arts Show (2000 - 2003) - Self/Narrator
- 30 Rock (2007 - 2012) - Colleen Donaghy
- Randy Cunningham: 9th Grade Ninja, S2 E6, "Fudge Factory/Best Buds" (3 d'octubre de 2014†) - Ruth (veu)

Notes
† - emès postumament

## A la cultura popular
La veu i el lliurament vocal de Stritch estan falsificats a les cançons de Forbidden Broadway "The Ladies Who Screech" i "Stritch", paròdies de "The Ladies Who Lunch" i "Zip", cançons que va interpretar als musicals Company i Pal Joey.
El 2009, va aparèixer a YouTube una paròdia de Bats Langley titulada "How the Stritch Stole Christmas" (basada lliurement en "How the Grinch Stole Christmas").
A The Big Gay Sketch Show el 2007, va ser imitada (interpretada per Nicol Paone) com a salutadora de Wal-Mart que encara és una noia de teatre de co. En un episodi posterior, Stritch apareix com a guàrdia de seguretat de l'aeroport, que encara està "activada" i no és capaç d'atenuar les seves exageracions. En un altre episodi, "Stritch" està promocionant el seu perfum homònim "Stritchy" de manera dramàtica quan s'enfronta a la vida real Elaine Stritch, que fa un cameo.

## Premis i nominacions
El premi Tony especial al millor esdeveniment teatral va ser atorgat als productors d'Elaine Stritch at Liberty. No obstant això, Stritch va acceptar amb entusiasme el premi a la cerimònia dels56ns Premis Tony, queixant-se després que el seu discurs d'acceptació va ser tallat per les tensions de l'orquestra, cosa que la va fer sentir enfadada.
El premi Primetime Emmy a l'especial de varietat, música o comèdia destacada per l'especial d'HBO d'Elaine Stritch at Liberty va ser atorgat als seus productors.
Stritch va ser inclosa al Saló de la Fama del Teatre Americà el 1995.
| Any  | Treball                                       | Premi                                                                            | Resultat   |
| ---- | --------------------------------------------- | -------------------------------------------------------------------------------- | ---------- |
| 1956 | Bus Stop                                      | Premi Tony a la millor actriu de repartiment en una obra                         | Nominada   |
| 1962 | Sail Away                                     | Premi Tony a la millor actriu protagonista de musical                            | Nominada   |
| 1971 | Company                                       | Premi Tony a la millor actriu protagonista de musical                            | Nominada   |
| 1979 | Two's Company                                 | BAFTA TV al Millor Entreteniment Lleuger                                         | Nominada   |
| 1991 | An Inconvenient Woman                         | Primetime Emmy a la millor actriu secundària en minisèrie o telefilm             | Nominada   |
| 1993 | Law & Order (episodi: "Point of View")        | Primetime Emmy a la millor actriu convidada en sèrie dramàtica                   | Guanyadora |
| 1995 | Show Boat                                     | Premi Drama Desk a l'Actriu de Repartiment Més Destacada en una Obra             | Nominada   |
| 1996 | A Delicate Balance                            | Premi Drama Desk a l'Actriu Més Destacada en un Musical                          | Guanyadora |
| 1996 | A Delicate Balance                            | Premi Tony a la millor actriu protagonista en una obra                           | Nominada   |
| 2002 | Elaine Stritch at Liberty                     | Premi Drama Desk a l'Actuació en Solitari Més Destacada                          | Guanyadora |
| 2002 | Elaine Stritch at Liberty                     | Premi Drama Desk al Llibret Més Destacat d'un Musical                            | Guanyadora |
| 2002 | Elaine Stritch at Liberty                     | Millor event teatral especial                                                    | Guanyadora |
| 2002 | Elaine Stritch at Liberty                     | Premi Outer Critics Circle a l'actuació en solitari més destacada                | Guanyadora |
| 2002 | Elaine Stritch at Liberty                     | Premi Drama League a l'Assoliment Distingit en Teatre Musical                    | Guanyadora |
| 2002 | Elaine Stritch at Liberty                     | Premi Lucille Lortel a l'Actriu Principal més Destacada                          | Nominada   |
| 2002 | Elaine Stritch at Liberty                     | Premi Obie – Citació Especial                                                    | Honorada   |
| 2002 | Elaine Stritch at Liberty                     | Premi New York Drama Critics' Circle – Citació Especial                          | Honorada   |
| 2003 | Elaine Stritch at Liberty                     | Premi Laurence Olivier a la Millor Actriu de Musical                             | Nominada   |
| 2003 | Elaine Stritch at Liberty                     | Premi Laurence Olivier al Millor Entreteniment                                   | Nominada   |
| 2004 | Elaine Stritch at Liberty                     | Premi Emmy Primetime per l'Especial Més Destacat de Varietats, Música o Comèdia  | Guanyadora |
| 2004 | Elaine Stritch at Liberty                     | Premi Emmy Primetime per l'Actuació Individual en Programa de Varietats o Música | Guanyadora |
| 2005 | The Best Halloween Ever                       | Grammy al Millor Àlbum Infantil Parlat                                           | Nominada   |
| 2007 | 30 Rock (episode: "Hiatus")                   | Premi Emmy a l'Actriu Convidada més Destacada en una Sèrie de Comèdia            | Guanyadora |
| 2008 | 30 Rock (episode: "Ludachristmas")            | Premi Emmy a l'Actriu Convidada més Destacada en una Sèrie de Comèdia            | Nominada   |
| 2009 | 30 Rock (episode: "Christmas Special")        | Premi Emmy a l'Actriu Convidada més Destacada en una Sèrie de Comèdia            | Nominada   |
| 2010 | 30 Rock (episode: "The Moms")                 | Premi Emmy a l'Actriu Convidada més Destacada en una Sèrie de Comèdia            | Nominada   |
| 2013 | 30 Rock (episode: "My Whole Life Is Thunder") | Premi Emmy a l'Actriu Convidada més Destacada en una Sèrie de Comèdia            | Nominada   |